# Gisela Fischdick
Gisela Fischdick (ur. 5 listopada 1955 w Mülheim an der Ruhr) – niemiecka szachistka, arcymistrzyni od 2005 roku.

## Kariera szachowa
Od końca lat 70. do połowy 90. XX wieku należała do ścisłej czołówki niemieckich szachistek. Pomiędzy 1978 a 1994 rokiem siedmiokrotnie uczestniczyła w szachowych olimpiadach (w tym 3 raz na I szachownicy), w roku 1978 zdobywając wraz z drużyną brązowy medal.
Największy sukces indywidualny osiągnęła w roku 1979, zajmując w turnieju międzystrefowym w Rio de Janeiro IV-V miejsce (wraz z Elisabetą Polihroniade). Po rezygnacji z udziału w rozgrywkach Ałły Kusznir wzięła udział w dogrywkach o jedno miejsce w gronie pretendentek: najpierw zremisowała z Polihroniade 3 - 3 (ale do dalszej gry awansowała, z powodu lepszej punktacji dodatkowej w turnieju międzystrefowym), ale w finałowym meczu uległa w Baden-Baden (1980) Marcie Lityńskiej w stosunku 3½ - 4½ i kwalifikacji nie zdobyła. Po raz drugi w turnieju międzystrefowym wystąpiła w roku 1982 w Tbilisi, zajmując IX lokatę.
Jest najbardziej utytułowaną niemiecką szachistką w grze tempem przyspieszonym: w mistrzostwach kraju w szachach błyskawicznych zdobyła 14, natomiast w szachach szybkich – 5 złotych medali. W roku 2005, na wniosek federacji niemieckiej, Międzynarodowa Federacja Szachowa przyznała jej tytuł arcymistrzyni za wyniki osiągnięte w latach 1982 i 1983.
Najwyższy ranking w karierze osiągnęła 1 lipca 1987 r., z wynikiem 2360 punktów dzieliła wówczas 14-16. miejsce na światowej liście FIDE, jednocześnie zajmując 2. miejsce (za Barbarą Hund) wśród niemieckich szachistek.